# دیر عطا (دهستان)
 دیر عطا  (در عربی:  دیر عَطَا )
دهستانی است در عزلهٔ (بلاد الزیدیة) در نزیکی جبل تهامة، وأعمال ذمار، از توابع استان ذَمار، در کشور یمن در شبه جزیره عربستان.

## جمعیت
جمعیت این دهستان در حدود ( ۲۱۷۲۱ ) نفر و (۲۷ خانوار ) می‌باشد. 

## روستاها
روستاهای توابع این دهستان عبارتند از:
- روستاها: عَضُدان
- روستاها: بیت العَطاب
- روستاها: عَفَار
- روستاها: العصیمات
- روستاها: عُصم